# Bidessus perrinae
Bidessus perrinae är en skalbaggsart som beskrevs av Olof Biström 1985. Bidessus perrinae ingår i släktet Bidessus och familjen dykare. Inga underarter finns listade i Catalogue of Life.